# Televisió del Berguedà
Televisió del Berguedà, anteriorment coneguda com a Televisió de Berga, és un canal de televisió de la comarca del Berguedà. Actualment emet a les comarques del Berguedà, Solsonès i Bages.
La programació del canal se centra en l'actualitat comarcal i en l'emissió d'esdeveniments de proximitat entre els quals destaca la retransmissió en directe de la Patum de Berga.
El canal va néixer l'any 1991 a Berga amb el nom de Televisió de Berga. Posteriorment, també s'anomenà Televisió Comarcal del Berguedà i Canal Taronja Berguedà. La televisió celebrà els 30 anys en una gala en directe des del Teatre Municipal de Berga.

## Freqüències
- 48 UHF: Manresa (Catalunya Central)